# 舌動脈
舌動脈（ぜつどうみゃく）は、頭頸部の動脈の一つで、外頸動脈の枝の一つ。上甲状腺動脈と顔面動脈の間で分かれる。顔面動脈と共通管をなすこともある。

## 経路
まず上内側に走行し、舌骨大角に向かう。その後下前方へと曲がり、舌下神経と交差してループを作り、顎二腹筋と茎突舌骨筋の下を通り、その後垂直に上昇して舌骨舌筋の下を通り、ほぼ垂直に舌まで上昇し舌深動脈として舌の下面にそって先端まで向かう。

## 枝
1. 舌動脈舌骨上枝
2. 舌動脈舌背枝
3. 舌深動脈
4. 舌下動脈

## 画像

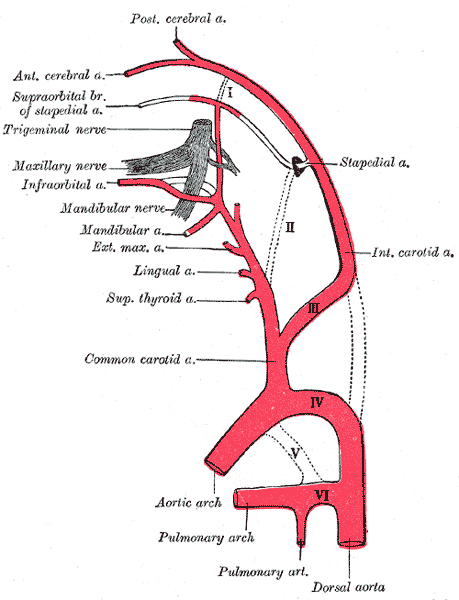
ダイアグラムはcarotid arteriesのmain branchesの起源を見せている。
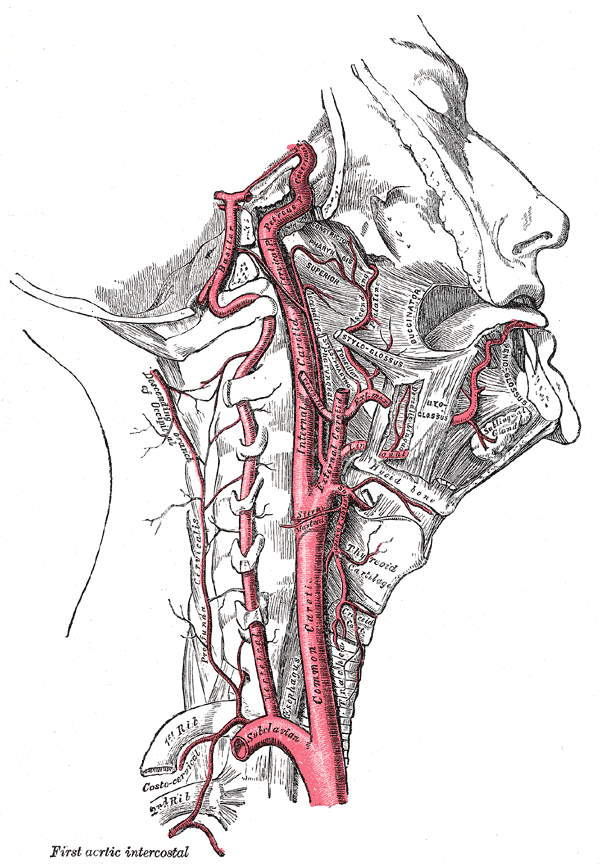
internal carotidと椎骨動脈。Right side.
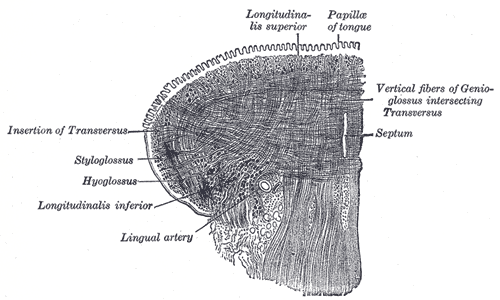
舌のCoronal section、intrinsic musclesが見える。
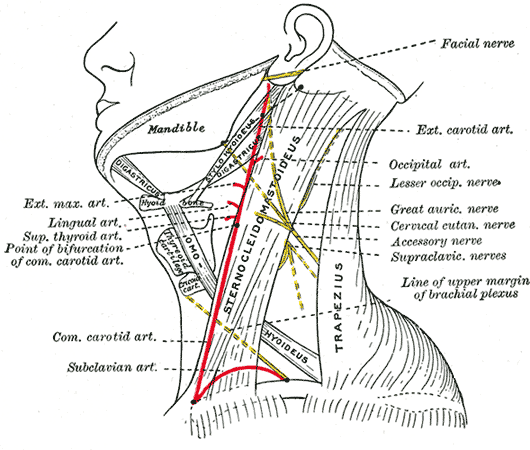
Side of neck, showing chief surface markings.

## 関連事項
- 人間の動静脈一覧

この項目の一部は、現在パブリックドメインとなっているグレイ解剖学からのものです。